# Chiromyscus chiropus
Chiromyscus chiropus — один з видів пацюків (Rattini), що живе на південному сході Азії.

## Середовище проживання
М'янма, В'єтнам, Таїланд, Китай.
Це деревний вид, він населяє вологий листяний і вічнозелений ліс, використовуючи мозаїчні чагарники як продовження лісу. Він також може виникати в місцях відростання та інших деградованих середовищах існування.